# ポリニャック (オート＝ロワール県)
ポリニャック （Polignac）は、フランス、オーヴェルニュ＝ローヌ＝アルプ地域圏、オート＝ロワール県のコミューン。
コミューンの中心の家屋は、玄武岩の岩山を取り囲んで円形に広がる。村落から100m高い岩山の頂上には、主に12世紀から15世紀の間に建設された巨大な要塞がある。

## 歴史
コミューンの紋章は、カロリング朝時代のヴレやブリウドの子爵にさかのぼる貴族、ポリニャック家の紋章と同じである。
1792年から1795年の期間、国民公会によってコミューン名をモン＝ドゥニーズ（Mont-Denise）に変更させられていた。

## 人口統計
| 1962年 | 1968年 | 1975年 | 1982年 | 1990年 | 1999年 | 2004年 | 2012年 |
| ------ | ------ | ------ | ------ | ------ | ------ | ------ | ------ |
| 1257   | 1407   | 1709   | 2003   | 2384   | 2602   | 2732   | 2817   |

source=1999年までLdh/EHESS/Cassini、2004年からINSEE

## 史跡
- ポリニャックの中世の要塞は、10世紀から火山性の岩山に腰掛けるように存在する。標高は806mであり、村落より100mほど高い。その例外的な位置から、多くの場所から要塞が見え、谷全体を支配している。当然のごとく、それは壮大なパノラマを提供している。要塞に行くにはドゥニーズ火山を登る必要がある（ポリニャック南から直線距離で1km、舗装された道路が通じる）。城のドンジョンは現在改修工事中である。
- サン・マルタン教会 - 教区教会。歴史文化財指定されている。オーヴェルニュ・ロマネスク建築の秀例。

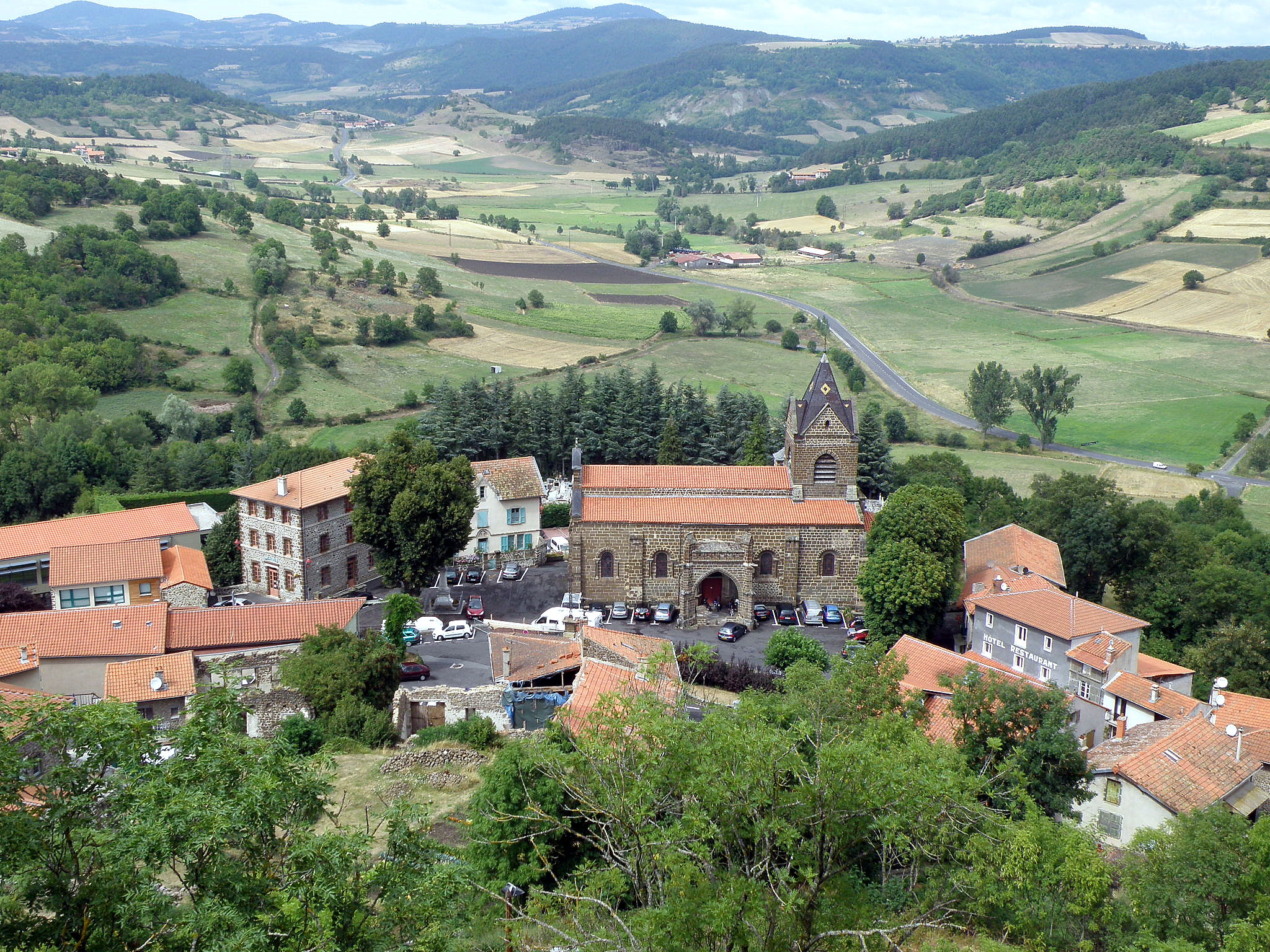
要塞から教会を見下ろす
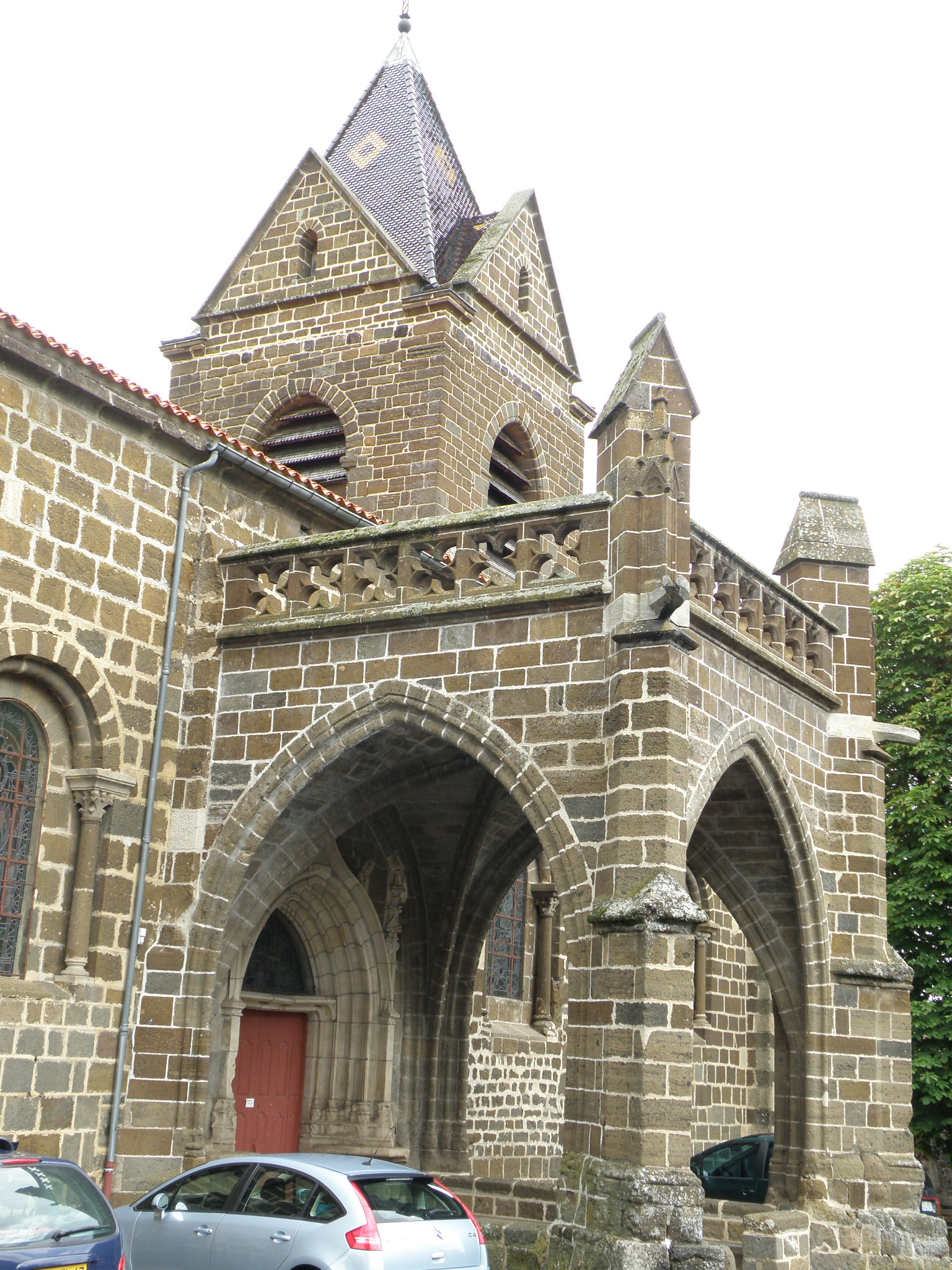
ゴシック様式の入り口
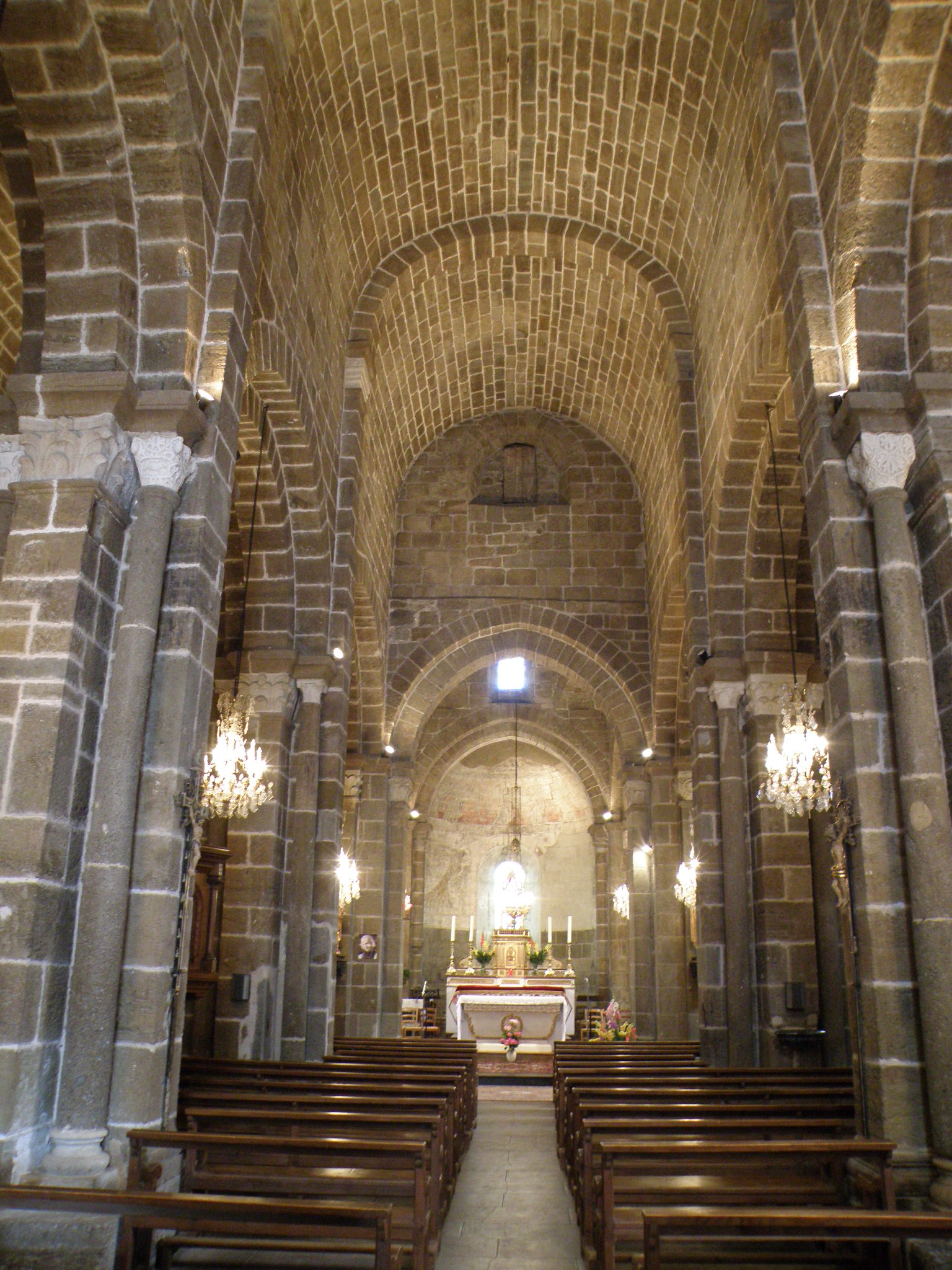
教会内部
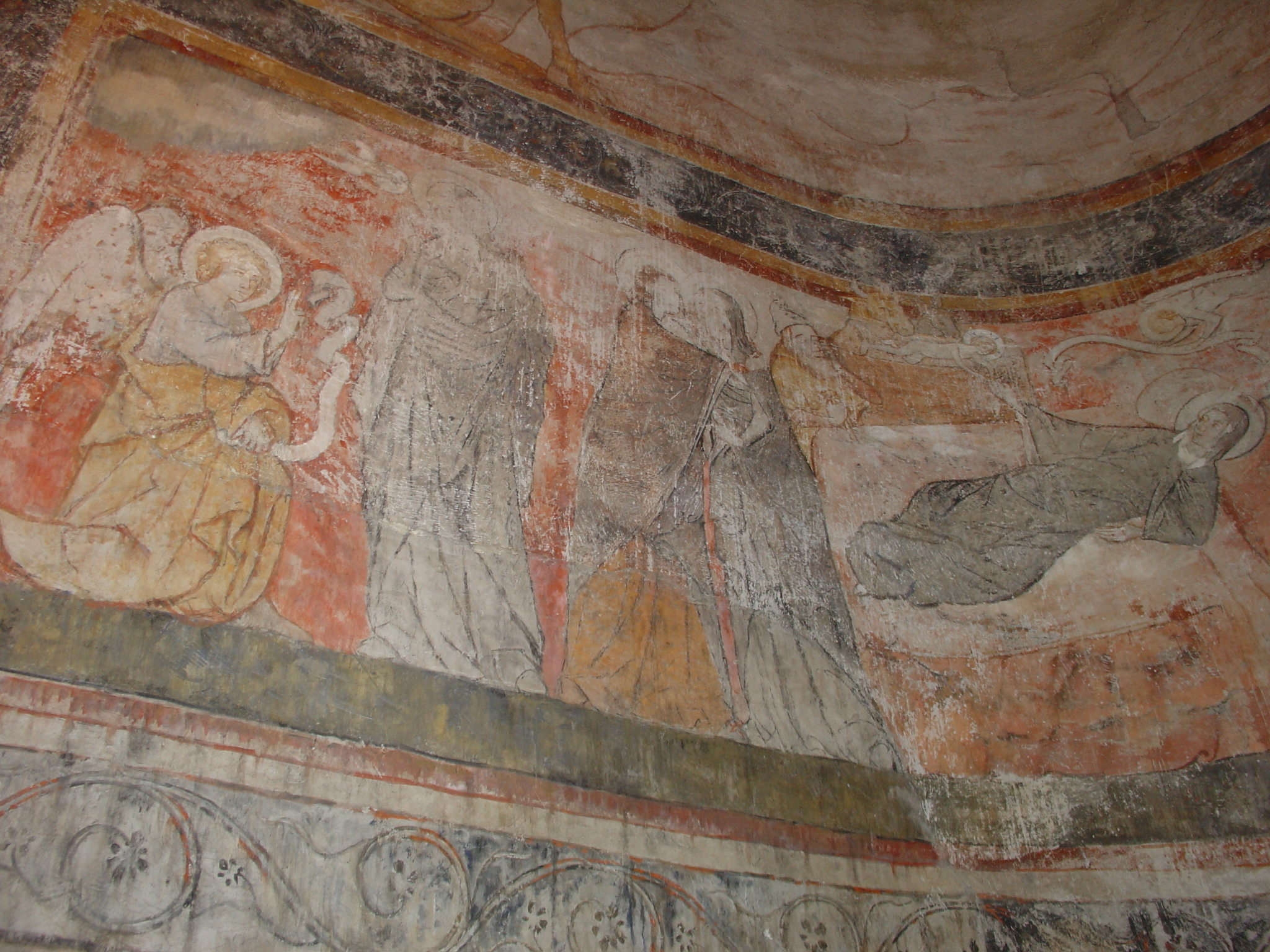
聖母の生涯を描いたフレスコ画
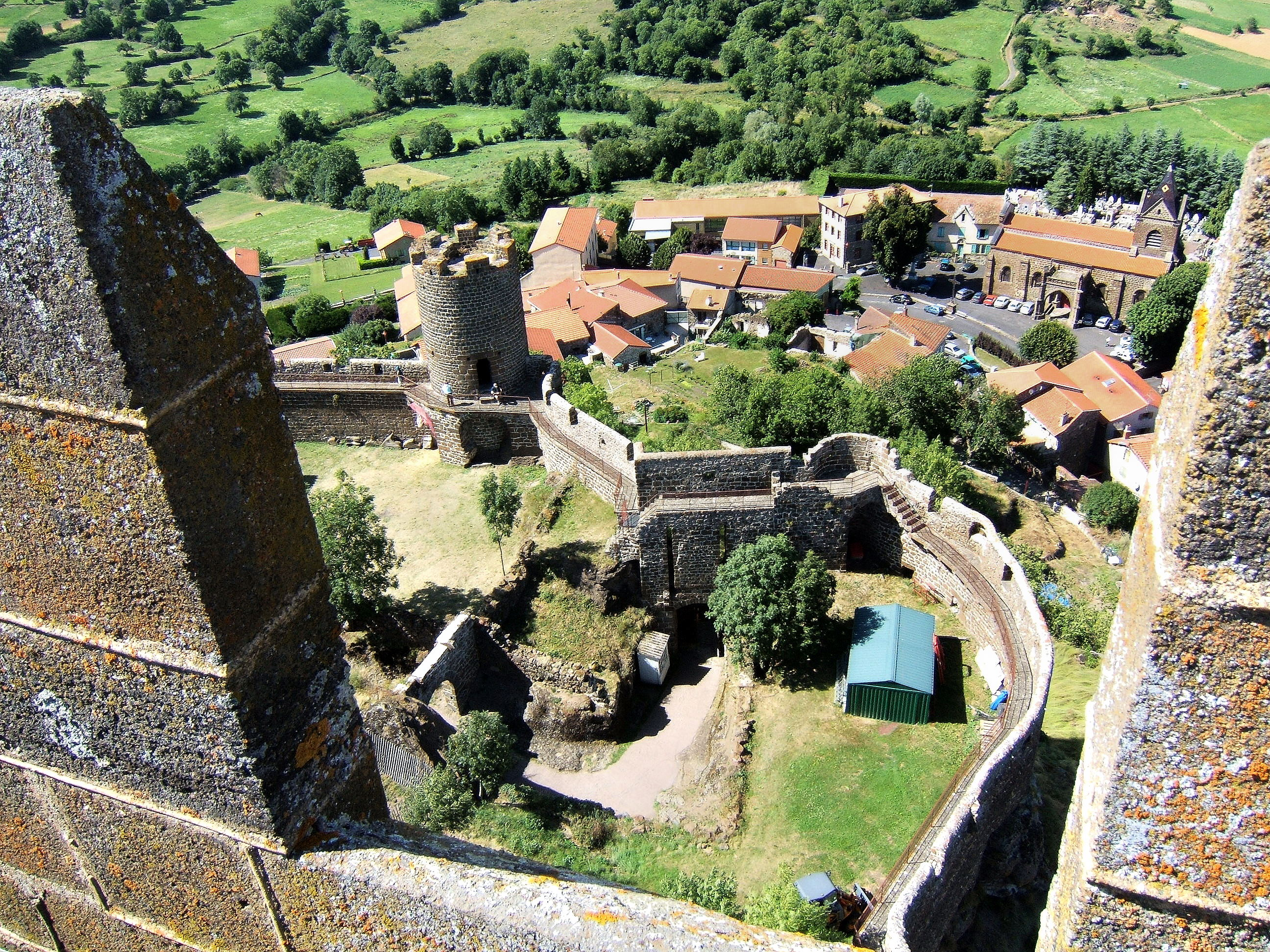
村落
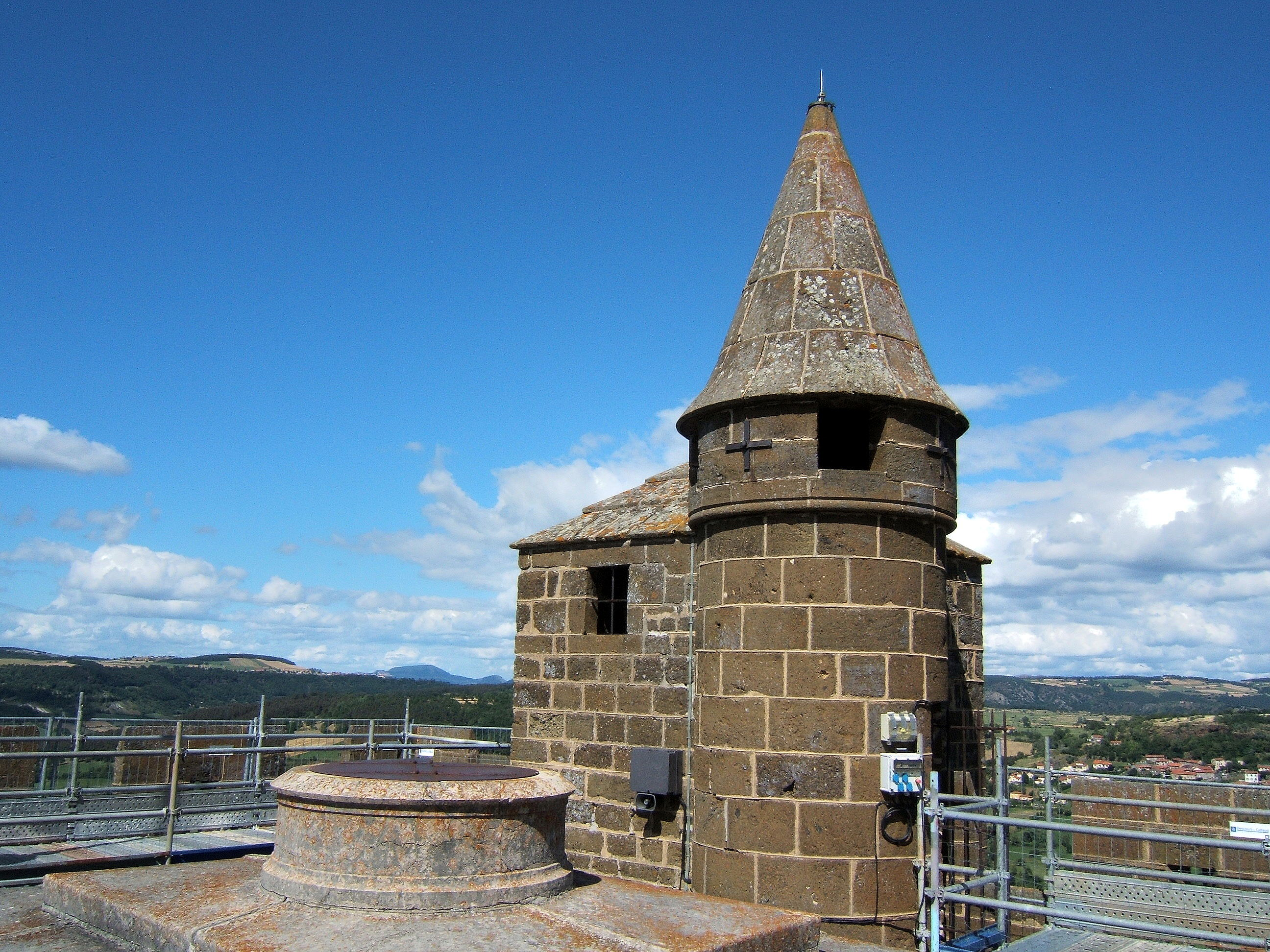
ドンジョン
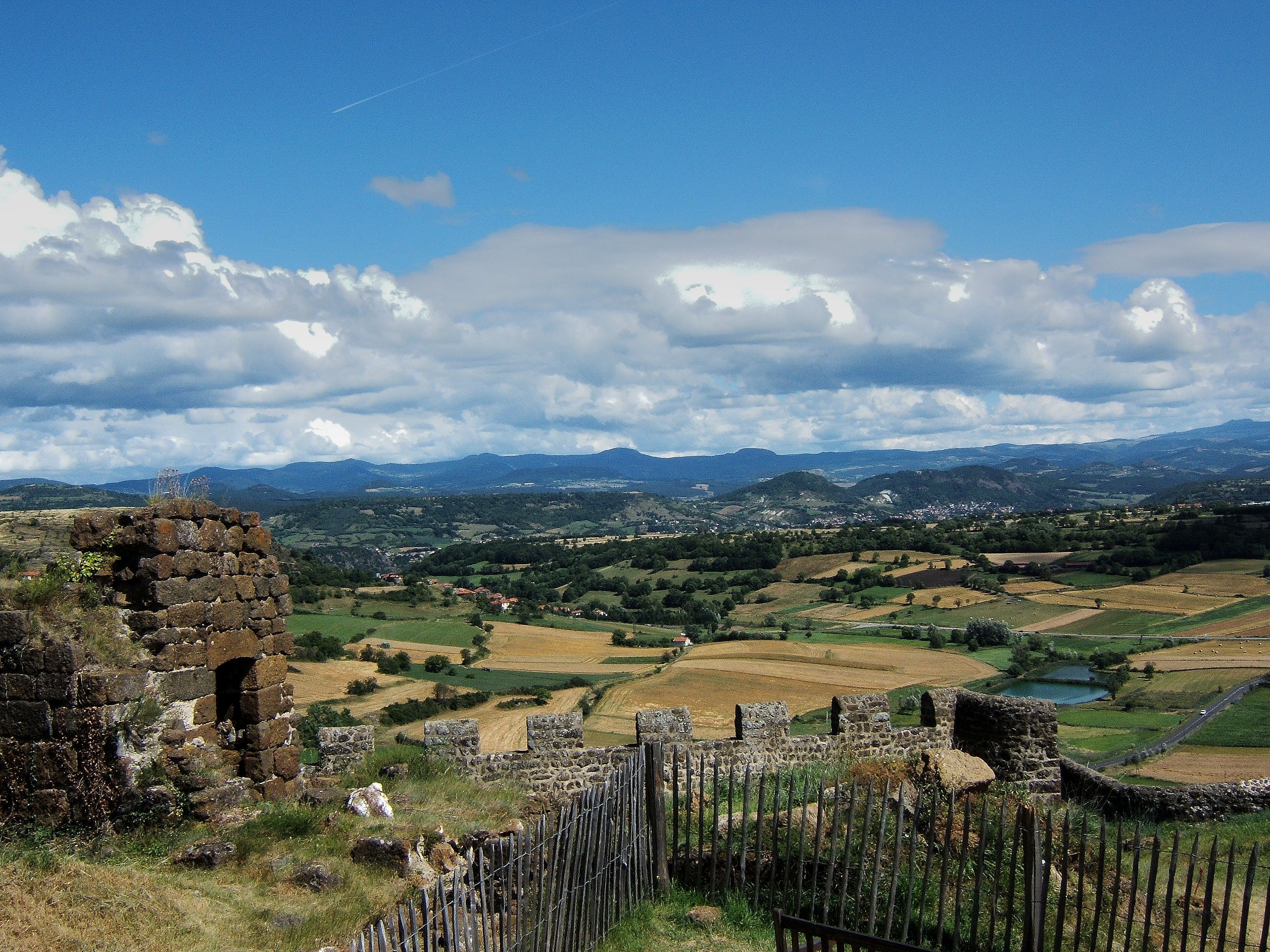
要塞からル・ピュイの方向を見る